# آرتور مولر فن دن بروک

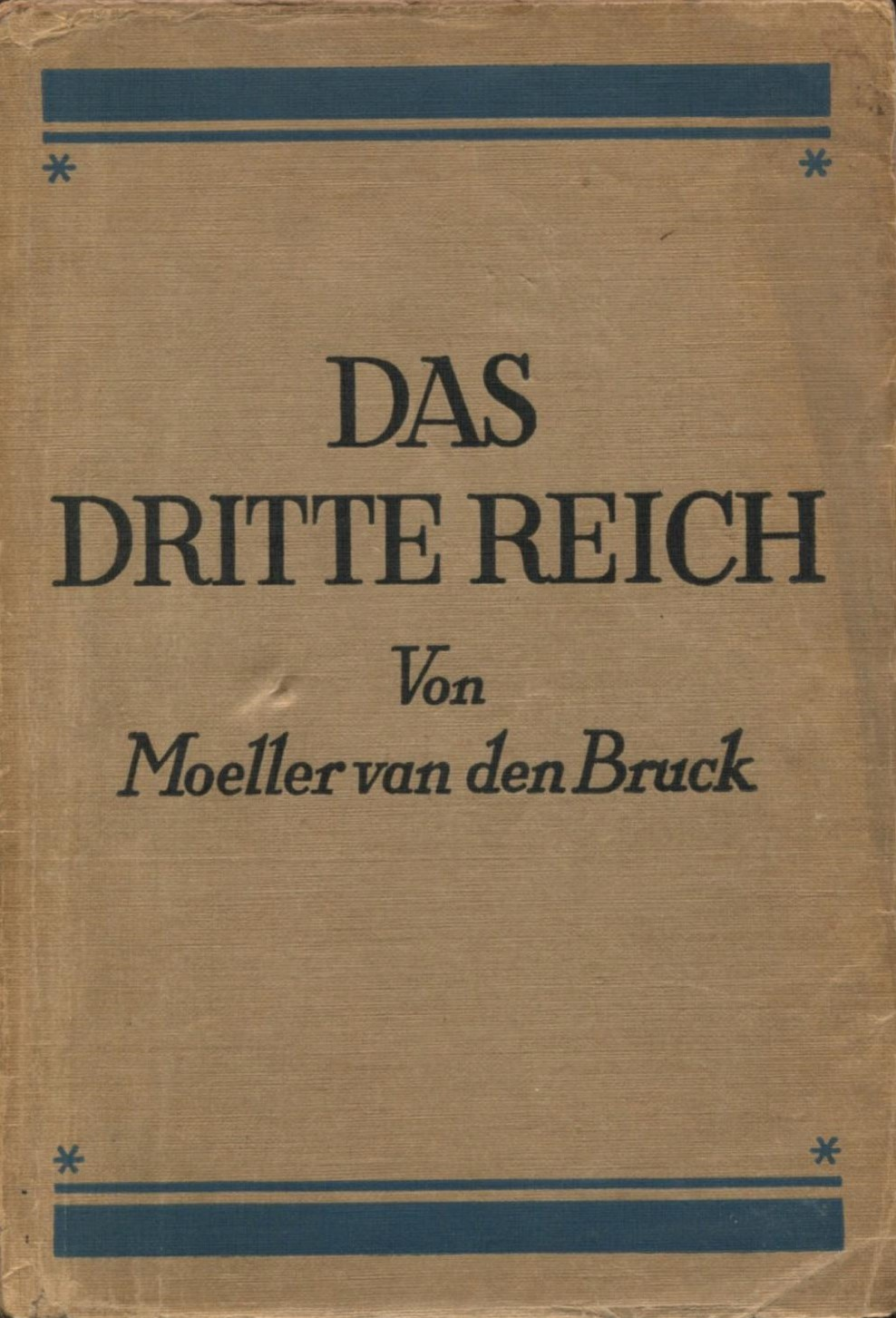
نسخه نخست داس دریته رایش

آرتور ویلهلم ارنست ویکتور مولر فن دن بروک (به آلمانی: Arthur Wilhelm Ernst Victor Moeller van den Bruck) (۲۳ آوریل ۱۸۷۶ - ۳۰ مهٔ ۱۹۲۵) نویسنده و تاریخ‌نگار آلمانی بود. فن در بروک بیشتر به خاطر نگارش کتاب جنجالی داس دریته رایش (به آلمانی: Das Dritte Reich) (رایش سوم) است. این کتاب مروج ناسیونالیسم اثر بسزایی بر جنبش انقلابی محافظه‌کار و سپس حزب ناسیونال‌سوسیالیست کارگران آلمان نهاد.
آرتور در زولینگن در وست‌فالن زاده شد و تنها فرزند خانوادهٔ بورژوای خود بود. پدرش اتومار ویکتور مولر و مادرش یک هلندی به نام الیزه فن دن بروک بود. در ۱۸۹۷ او با هدا مازه پیمان زناشویی بست، ولی این زوج در ۱۹۰۴ از هم جدا شدند. مولر فن دن بروک عضو باشگاه جنتلمن‌های آلمانی بود که نفوذ بسیاری داشت و که چند سال پس از مرک فن دن بروک توانست در رسیدن فرانتس فون پاپن به صدارت عظمای آلمان یاری رساند. مولر فن دن بروک در پی ابتلا به بیماری روانی سرانجام در برلین دست به خودکشی زد.